# Хаябуса (рестлер)
Эйдзи Эдзаки (яп. 江崎 英治 Эдзаки Эйдзи, 29 ноября 1968, Яцусиро, Кумамото — 3 марта 2016, Токио), более известный как Хаябуса (яп. ハヤブサ) — японский реслер, выступавший в основном в Frontier Martial Arts Wrestling и All Japan Pro Wrestling, а также за пределами Японии в NWA.

## Биография
Эйджи Эзаки родился 29 ноября 1968 года в городе Яцусиро префектуры Кумамото. В возрасте 18 лет заинтересовался японским профессиональным реслингом. Начав тренировки при додзё промоушена FMW, дебютировал в самом промоушене 5 мая 1991 года.
В 1993 году отправляется для развития в Мексику. В Мексике при встрече с Дзюсином Лайгером, принимает решение взять себе имя Хаябуса, что означает «сапсан», при этом делая упор на стиль Луча Либре. С ним же встречается в матче, первый раз представляя свой образ в Японии, на шоу Super J Cup от промоушена New Japan Pro Wrestling, где проигрывает Дзюсину в первом же раунде. С 1995 по 1997 года выступает в основном в FMW, куда в 1997 вторгаются реслеры из All Japan Pro Wrestling. Противостояние между двумя промоушенами выводит Хаябусу в матчи внутри AJPW в рамках All Japan Real World Tag Tournament League 97. Матчи, в которых принимает участие Хаябуса, носят не просто хардкорный характер, но зачастую переходят за грань и скорее походят на ультравайлент-стиль.
С 1998 выступал как в FMW и AJPW, так и в Северной Америке в промоушене Extreme Championship Wrestling, где Хаябуса, совместно со своим командным партнером Дзинсэем Синдзаки пытались взять командные пояса World Tag Team Championship в матче против Роба Ван Дама и Сабу.

## Фатальная травма
22 октября 2001 года во время матча против Мамонта Сасаки на 10 минуте матча во время исполнения приема «Лунное сальто с канатов», Хаябуса, не попав одной ногой на канат, упал всем весом на голову, сломав два позвонка и оставшись парализованным на ринге. Рефери приказал Сасаки продолжать матч, и тот в течение минуты продолжил пинать Хаябусу. Спустя несколько минут матч был остановлен. Хаябуса был доставлен в больницу, где перенес операцию и был отправлен на реабилитацию в госпиталь Токио. Из-за данного несчастного случая Хаябуса лишился титулов, которые он носил на тот момент.
31 марта 2003 года Хаябуса покинул госпиталь Токио, давая в интервью обещания обязательно вернуться на ринг. В 2015 году Хаябуса смог стоять на двух ногах и ходить.
3 марта 2016 года Хаябуса скончался у себя дома от субарахноидального кровоизлияния.

## Награды и титулы
- All Japan Pro Wrestling

- All Asia Tag Team Championship (1 раз) — с Дзинсэем Синдзаки

- Frontier Martial Arts Wrestling

- FMW Brass Knuckles Heavyweight Championship (3 раза)
- FMW Brass Knuckles Tag Team Championship (2 раза) — с Масато Танакой (1), Дайсукэ Икэдой (1)
- FMW Independent Heavyweight Championship (1 раза)
- FMW World Street Fight 6-Man Tag Team Championship (2 раза) — с Тэцухиро Куродой и ГОЭМОНом (1), и Масато Танакой и Кодзи Накагавой (1)
- WEW 6-Man Tag Team Championship (1 раз) — с Масато Танакой и Хисакацу Оей
- WEW Heavyweight Championship (2 раза)
- WEW Tag Team Championship (2 раза) — с Мистером Ганносукэ (1), Тэцухиро Куродой (1)

- Plant City Wrestling Federation

- PCWF Florida Heavyweight Championship (1 раз)

- Pro Wrestling Illustrated

- PWI ranked him #38 of the 500 best singles wrestlers in the PWI 500 in 1998/1999
- PWI ranked him #255 of the 500 best singles wrestlers during the «PWI Years» in 2003

- Tokyo Sports

- Fighting Spirit Prize (1997)[13]